# 1793 w polityce

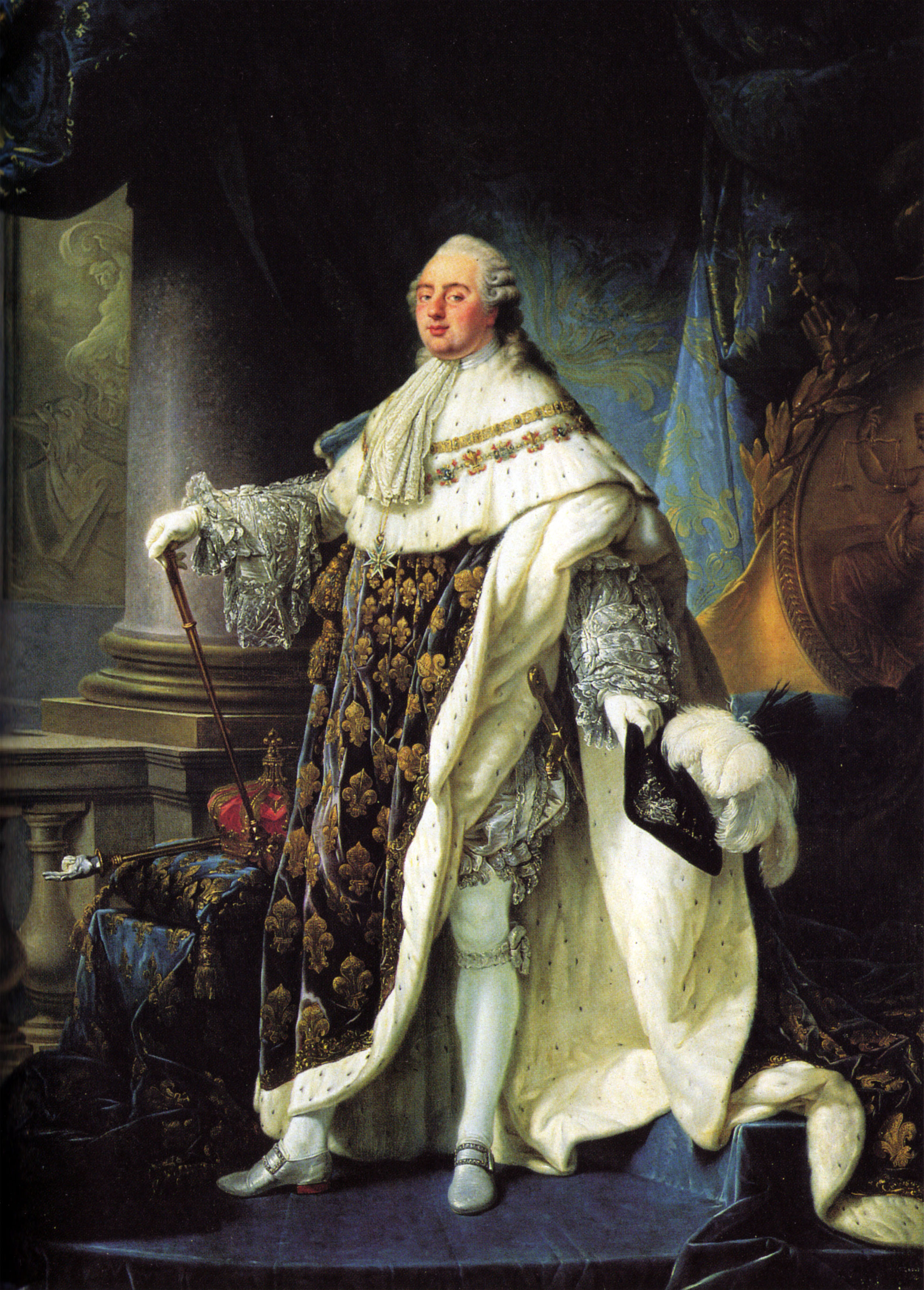
Ludwik XVI Burbon, zdetronizowany król Francji

Wydarzenia polityczne w 1793 roku.

## Wydarzenia
- II rozbiór Polski[1].
- 21 stycznia Ludwik XVI zostaje stracony na gilotynie[2].

## Urodzili się
- Maria Teresa portugalska infantka[3].

## Zmarli
- William Robertson, historiograf królewski[4].
- Antonín Petr Příchovský z Příchovic, czeski prymas[5].